# Середньополіський говір

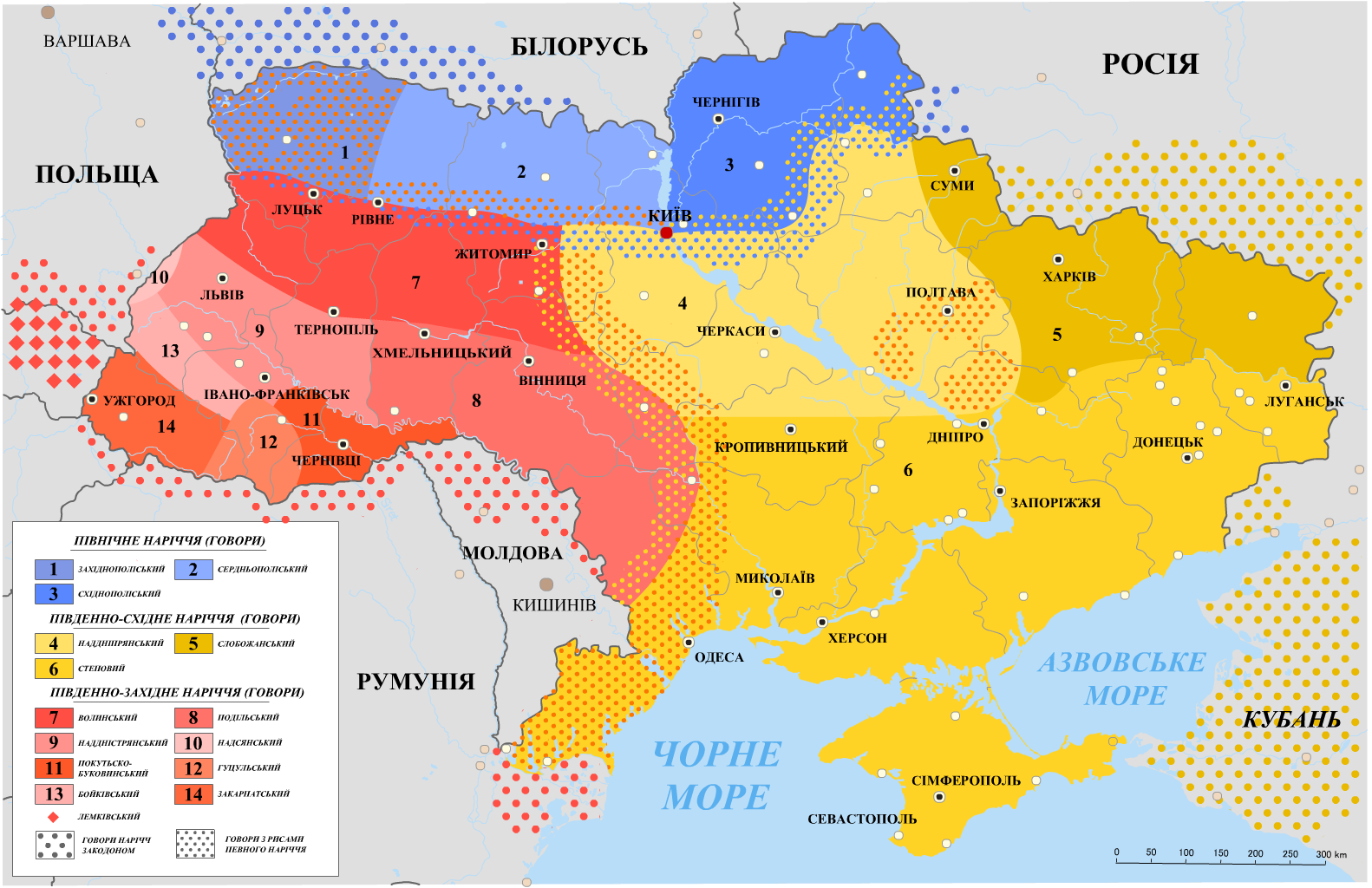
Карта українських наріч і говорів (2005).
Середньополіський говір (2)

Середньополі́ський го́вір, також правобере́жнополі́ський го́вір — один з трьох говорів північного наріччя української мови. Поширений на півночі Київської, Житомирської та Рівненської областей. Історична територія поширення говору охоплює у тому числі регіони, які постраждали від Чорнобильської катастрофи («Зона відчуження») і тепер безлюдні.
Відокремлюється від волинських говірок умовною лінією, що проходить на північ від Рівного, Звягеля, по верхів'ю р. Уборті — на північ від Житомира — по правому березі р. Ірші — на північ від Києва до злиття р. Остра з Десною на лівобережжі Дніпра. Західна межа, що розділяє волинське (західне) і середнє Полісся, проходить по лівобережжю Горині, відступаючи від річки на захід, і вздовж Горині піднімається до Прип'яті. Східною межею служить Дніпро. Північна околиця середньополіського говору простягається вздовж українсько-білоруського кордону.

## Ареал і межі
Діалектологи по-різному виділяють ареал середньополіського говору. На думку одних (Іван Матвіяс) говір охоплює територію більшої північно-східної частини Житомирської і північних правобережних районів Київської області, на думку інших — північні райони Київської (у т. ч. частково лівобережні), Житомирської і Рівненської областей (Никончук Л. В.).

### Межі з білоруською мовою
Крайні північні говірки середньополіського говору біля кордону з Білоруссю низкою рис поєднуються з північними говірками східнополіського говору та разом з ним становлять наслідок взаємодії українських поліських говірок з говірками білоруської мови. До таких рис, за «Атласом української мови», належать:
- відповідно до загальноукраїнського голосного звука и після м'яких приголосних вимовляється і, а після твердих приголосних звук, середній між и та і;
- вимова голосного і в іменнику дірка (у решті середньополіських говірок ди́рка);
- приголосні звуки перед голосними переднього ряду вимовляються м'яко (зелє́ни, ньі́ва, тьі́хо, сьі́ньі);
- м'яка вимова приголосного з в іменнику зєзю́ля;
- м'яка вимова приголосного р перед голосним і, що походить з давніх ы та і (ріба, трі);
- наявність збірних форм іменників типу сєля́ннє;
- форма 1-ї особи множини теперішнього часу дієслів І дієвідміни на -ом (ми несом);
- уживання слова стрєла в значенні гряділь.

У крайніх північно-східних середньополіських говірках (у межах Київської області) виділяються ще такі особливості:
- приставний звук й у займеннику йон, юн (він),
- форма давального відмінка множини іменників II відміни чоловічого роду на -ом (волом, братом),
- форма місцевого відмінка множини цих же іменників на -ох (на волох, баранох),
- вживання слова гумно в значенні клуня.

Взаємодією з сусідніми говірками білоруської мови зумовлена своєрідність говірок у північно-західній частині середньополіського говору на північ від Олевська і Рокитного, які виділяються такими рисами:
- вимова голосного у на місці давнього ы (бук, муш, ву, вусота, путає), зокрема в префіксі ви- (вутратить, вуйти);
- вимова м'якого приголосного звука з можливим сполученням зі звуком й на місці м'якого в у словах сято, сяти, сьято, сьяти;
- вимова приголосного зь замість д в імені Зьмитро (Дмитро);
- уживання словосполучення іди дому в значенні «іди додому»;
- уживання слів:
  - горщай у значенні гончар,
  - щавер у значенні щавель.

### Межі зі східнополіським говором
Крайні північні говірки середньополіського говору окремими рисами споріднюються з усіма говірками східнополіського говору. Серед таких рис:
- вставний приголосний звук р в іменнику дорщ (дощ)
- форма вказівного займенника се (у решті середньополіських говірок — (о) це).

### Внутрішнє членування
За «Атласом української мови» в середньополіському говорі виділяється ще група східних говірок приблизно в межах Київської області, які характеризуються такими рисами:
- на місці давнього о в закритому складі вимовляється голосний звук у (вуз, тук, молодуй, глибокуй);
- дієслово іржати вимовляється з початковим и (иржать);
- уживання звукосполучення рй замість м'якого р (порйадок, гарйачий, зорйа, рйасни);
- уживання звукосполучення рй замість твердого р (грйад, рйама);
- уживання конструкції типу у мене болить голова (у решті східнополіських говірок уживається вислів мені болить голова);
- уживання слів:
  - милиці — чепіги,
  - банька — наперсток у косі,
  - селех — селезень,
  - лобко — лобач,
  - ковеня — кочерга,
  - клуня — клуня (у решті середньополіських говірок у цьому значенні вживається слово тік),
  - сьок-сьок — вигук-ономатопея, яким кличуть коней.

На думку археологів, приблизно по межі між Житомирською і Київською областями в XI—XII ст. проходила межа між деревлянами і полянами. Можливо, що ця давня етнічна межа якоюсь мірою постає підґрунтям сучасного групування середньополіських говірок.
У крайній західній частині середньополіського говору в межиріччі Горині і Случа «Атлас української мови» відзначає деякі риси, що поєднують відповідні говірки з західнополіськими говірками:
- уживання приставного приголосного г перед голосним о (госінь, гозиро, говес);
- форма родового відмінка множини іменників І відміни на -ей (совей, козей, хворобей);
- форма родового відмінка іменника гроші на -ий (гроший).

У цих самих говірках відзначено перехід звукосполучення шн в чн (тутечній).
Взаємодія між говірками середньополіського і західнополіського говорів на зазначеній території сприймається як сама по собі зрозуміла.

## Фонетика
Фонологічна різноманітність середньополіського говору, на відміну від південних говірок, стосується головним чином вокалізму, який має переважно семичленну структуру:
з невеликими острівними ареалами, де залишилися дифтонги, та шестичленну структуру:
в якій ê розвинулося на місці о в новозакритих складах після зміни першого компонента дифтонга: порвêг (поріг), стêл і ствêл (стіл), лопухвêв (лопухів), а також з е: с’êм (сім).
Закриті голосні ô та ê мають фонологічний статус і протиставляються відкритим голосним як самостійні фонеми: д’êн’ ‘подінь, (сховай) — д'ен’ (день), пôл'шча (розвідувальні бджоли) — Пóл'шча (Польща).
Середньополіському говору властиві такі фонетичні особливості:
- послідовна нейтралізація в ненаголошеній позиції протиставлень ě, є — е: с’êн'і — сенéй, ос’êн'н'і — óсені; ä (із ę), e — е: с'йáто — свети; сéла — селó; ô (із ō) — ō (із о та ъ): сôк — сóк'і, сом'і — сом; перехід а в є після й: йáловка — йеловчýк ‘підросле теля’.

## Морфологія
Морфологічні особливості середньополіського говору: у родовому й місцевому відмінку однини та в називному відмінку множини іменників І відміни м'якої і мішаної груп під наголосом виступають континуанти ѣ-закінчення (багáто головн’ê, поломáл'іса тройн’ê), а в ненаголошеній позиції рефлекс -и (немá дóл'і, вôн на пóл'і, мéж'і). Та сама закономірність і в називному відмінку множини іменників чоловічого роду II відміни м'якої і мішаної груп: драгл’ê ‘холодець’, драбцê ‘драбина’, ковал’ê ‘ковалі’ — оплéн'і ‘частина повозки’, дрéгл'і, хлóпціи.
До розмежувальних північних-південних ізоморф належать стягнені форми прикметників чоловічого роду: дóбр'і, си́н'і; форми 2-ї особи однини дієслів наказного способу без -й: б'і ‘бий’; архаїчні форми вищого ступеня прикметників: с'іл'н’êйш'і; відсутність закінчення -ов'і, -ев'і в іменниках чоловічого роду II відміни; відсутність приставного н- в займенниках 3-ї особи. (до йогó, у йейê).

## Лексика
Діалектна лексика формує острівні ареали, що членують середньополіський говір на кілька говіркових груп: верхньославечанську: мармýл’ ‘наріст на дереві, на тілі’, нáмозкол’ ‘деревна заболонь’; середньоушанську: сýмеж ‘злиття річок’, óкорок ‘відземок деревного стовбура’; верхньоушанську: грýшина ‘крушина’, чередá ‘черінь грибів’; говіркову групу біля злиття річок Уші, Норині і Жерева: кул'бáка ‘наріст на дереві’, гнилýша ‘трясовина’; жеревську: шалгýн ‘плетений кошик’, сýноздка ‘поперечна глиця борони’, середньоубортську: брикýн ‘пуголовок’, бамбул’áка ‘наріст на дереві’; іршанську: чвáковина ‘драговина’, лути́ц'а ‘сосна, багата смолою’ та ін. Ця лексика найчастіше відома на невеликій території.

## Історія виділення і дослідження
Середньополіський говір осібно та в контексті всього північного наріччя вивчали Т. В. Назарова, М. Никончук, В. М. Михайленко, Всеволод Ганцов, В. М. Пащенко, В. М. Куриленко та інші. У окремих ділянках: словотвір досліджувала Л. В. Дика, лексику і фразеологію — Г. М. Доброльожа, В. М. Куриленко, обрядову лексику в етнолінгвістичному та лінгвогеографічному аспектах — В. Конобродська, П. Ф. Романюк та інші.

## Виникнення
За М. В. Никончуком, виділення груп говірок у межах середньополіського говору пов'язане з давніми етнічними групуваннями на цій території та є залишком особливостей родо-племінних говорів. Проте наведені вище риси окремих груп середньополіських говірок указують на виникнення їх унаслідок пізніх, уже українських діалектотворчих процесів та українсько-білоруських міжмовних взаємин. Загалом же архаїчний середньополіський говір, очевидно, походить від мови східнослов'янських племінних об'єднань полян і деревлян.